# (100604) Lundy
(100604) Lundy es un asteroide perteneciente al cinturón de asteroides, descubierto el 11 de septiembre de 1997 por Thierry Pauwels desde el Real Observatorio de Bélgica, Uccle.

## Designación y nombre
Designado provisionalmente como 1997 RY9. Fue nombrado Lundy en homenaje a la isla más grande del canal de Bristol. Se piensa que el nombre Lundy viene de la palabra en nórdico antiguo para isla puffin, denominación en inglés del frailecillo (Fratercula arctica).

## Características orbitales
Lundy está situado a una distancia media del Sol de 2,580 ua, pudiendo alejarse hasta 2,885 ua y acercarse hasta 2,276 ua. Su excentricidad es 0,117 y la inclinación orbital 4,377 grados. Emplea 1514,38 días en completar una órbita alrededor del Sol.

## Características físicas
La magnitud absoluta de Lundy es 15,8.